# Martín Redrado
Hernán Martín Pérez Redrado, né le 10 septembre 1961 à Buenos Aires, est un économiste et homme politique argentin, qui était président de la Banque centrale sur nomination du président Néstor Kirchner depuis le 24 septembre 2004, mais a dû démissionner le 29 janvier 2010 à la suite d'une crise institutionnelle et de son opposition à la politique du gouvernement de Cristina Kirchner.
Il a été président de la Comisión Nacional de Valores (es), chargée du contrôle des marchés financiers, au début des années 1990, sous Carlos Menem, poste dont il fut débarqué en 1994, officiellement pour avoir divulgué des informations confidentielles. Il fut ensuite secrétaire d'État à l'Éducation technologique lors du second mandat de Menem, jusqu'à sa démission en 1998. L'année précédente, il s'était présenté sans succès à l'élection municipale de Buenos Aires. Il dirigea alors un fonds de capital risque avant d'être nommé secrétaire du Commerce en 2002 par Eduardo Duhalde, poste qu'il conserva sous Kirchner avant d'être nommé à la Banque centrale.
Qualifié de « golden boy » par la presse argentine, et considéré dans les années 1990 par Time comme l'une des « 100 personnalités mondiales du prochain millénaire », Redrado a ainsi obtenu des responsabilités à la fois sous des gouvernements de la droite péroniste (Menem et Duhalde) et de la gauche péroniste (Front pour la victoire des Kirchner).
Depuis la fin 2009-début 2010, il est conflit avec la présidente Cristina Kirchner qui l'a démis de ses fonctions par un décret d'urgence, au motif d'insubordination, Redrado refusant d'alimenter le Fonds pour le bicentenaire (es) créé par Kirchner afin de payer les intérêts de la dette extérieure et de réduire ceux-ci, en faisant usage de réserves de la Banque centrale. Le conflit entre Redrado et l'exécutif a conduit à une crise institutionnelle, Redrado s'abritant derrière l'indépendance de la Banque centrale pour refuser le décret de démission.

## Carrière économique et rôle en Bolivie
Martín Redrado étudie l'économie à l'université de Buenos Aires avant d'obtenir un master d'administration publique à Harvard, se spécialisant en finances et économie internationale. Il fait partie de l'équipe de Jeffrey Sachs chargée en 1985 par le président bolivien Víctor Paz Estenssoro de restructurer l'économie et de mettre fin à l'hyperinflation.
Il travaille aussi sur les marchés financiers à la Security Pacific Bank, et participe à la mise en place du programme de participation (ou d'intéressement) des salariés de l'entreprise chilienne d'électricité Enersis, au placement des eurobons des entreprises latino-américaines  et à la restructuration de la dette de Teléfonos de México.
Enseignant diverses matières économiques en Argentine, il donne aussi à Harvard des cours sur le développement économique de l'Amérique latine.

## Président de la CNV et différends avec Cavallo
Nommé président de la Comisión Nacional de Valores (CNV, 1991-94) par le ministre de l'Économie Domingo Cavallo, il crée en 1994 la Fundación Capital, un think-tank libéral. Il est nommé en 1992 président du Comité des marchés émergents de l'International Organization of Securities Commissions (IOSCO).
Chargé du contrôle des marchés financiers au moment où l'importance de la Bourse de Buenos Aires explosait en raison de la politique néolibérale de déréglementation et de privatisations mise en œuvre par le gouvernement de Carlos Menem (le volume d'échange quotidien aurait été multiplié par 20 en quelques mois ), Redrado est alors considéré comme l'une des jeunes personnalités importantes de l'Argentine, aux côtés d'Alberto Fernández (chef du cabinet en 2010), et de l'ex-ministre de Menem puis de Kirchner Gustavo Béliz.
Cette célébrité conduit à des frictions avec le ministre Cavallo et finalement à la démission forcée de Redrado de la CNV en 1994, malgré une tentative de résistance de ce dernier durant cinq jours. Malgré la protection de Carlos Menem et de Carlos Corach, un décret le démet finalement le 28 mars 1994 pour non-respect du « secret des informations obtenues dans l'exercice de ses fonctions ». Redrado avait alors épuisé la patience de Cavallo en qualifiant d'« arnaque » le plan de rachat des actions des retraités de l'entreprise pétrolière YPF, dont bénéficient les deux banques préférées de Cavallo, Merrill Lynch et First Boston. Cavallo rétorque en le traitant de menteur et l'accuse de lever des fonds auprès des entrepreneurs afin de financer sa future campagne électorale. La même année, Time l'inclut dans sa liste des « 100 personnalités mondiales du prochain millénaire ».

## Fonctions gouvernementales et privées

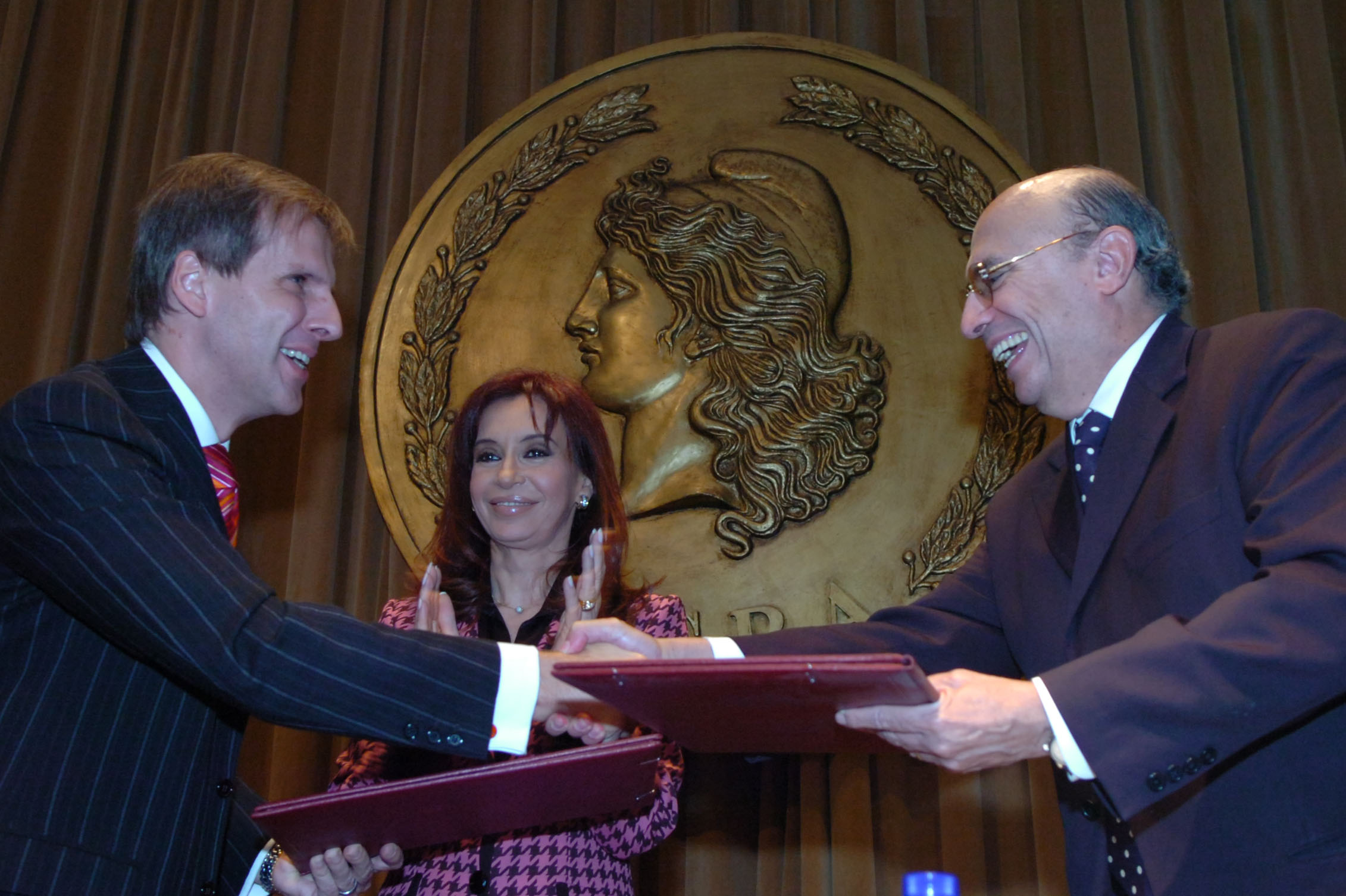
Redrado (à gauche) et son homologue brésilien, Henrique Meirelles, en présence de la présidente Cristina Kirchner (octobre 2008).

Malgré ce conflit, Redrado est nommé Secrétaire à l'Éducation technologique (1996-98) du gouvernement Menem et dirige l'Institut National d'Éducation Technologique. À la fin des années 1990, il prend la présidence de Trident Investment Group, un fonds d'investissement spécialisé dans les opérations de capital risque dans le secteur de la santé. En pleine bulle Internet, il lance en 2000, avec un capital d'un million de dollars, le site en ligne InvertirOnLine (« Investir en ligne »).
Lorsqu'Eduardo Duhalde assume l'intérim de la présidence en janvier 2002, au moment de la crise institutionnelle provoquée par l'explosion de la crise économique argentine et le corralito, il est nommé secrétaire au Commerce du chancelier Carlos Ruckauf (droite péroniste), qui en fait bientôt son bras droit. Il est ainsi en charge non seulement des déclarations économiques du ministère, mais aussi politiques. Ainsi, en sortant d'une réunion avec le département d'État des États-Unis, il affirme que l'Argentine travaillerait à la « défense des droits de l'homme du peuple cubain et à la sanction de l'unique dictature qui demeure aujourd'hui en Amérique latine ».
Après l'élection de Néstor Kirchner en 2003, il est confirmé à son poste.

## Président de la Banque centrale et crise institutionnelle de 2009-2010
.

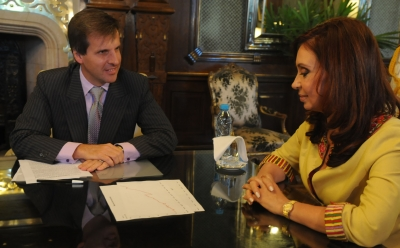
La présidente Cristina Kirchner reçoit en mars 2008 Redrado, qui l'informe que les réserves de la Banque centrale s'élèvent à 50 milliards de dollars

Maintenant d'excellentes relations avec l'ex-ministre de l'Économie Roberto Lavagna, qui loue ses compétences, il défend en tant que président de la Banque centrale (2004-2009/2010?) la politique du dollar fort, et met en œuvre une politique visant à l'augmentation des réserves de la Banque centrale argentine afin d'éviter une baisse du taux de change. Partisan de la restriction des dépenses publiques, il souhaite la mise en place par le gouvernement d'objectifs de contrôle de l'inflation, ce qui impliquerait davantage de coordination entre la politique monétaire et fiscale.
Le 14 décembre 2009, la présidente Kirchner créé par une sorte de décret-loi (de necessidad y de urgencia; il doit toutefois être examiné par le Congrès) le « Fonds du bicentenaire pour le désendettement et la stabilité (es) », qui devait être doté de plus de 6,5 milliards de dollars puisés dans les réserves de la Banque centrale. Ce fonds est destiné à payer les intérêts de la dette et à réduire ceux-ci via une opération financière, afin de faire face à la crise économique mondiale. 
Redrado s'est toutefois refusé à alimenter ce fonds, affirmant que seul le Congrès a le droit de prendre une telle décision, et non l'exécutif. Le 7 janvier 2010, en se fondant sur l'art. 9 des statuts de la BCA, Kirchner destitue Redrado par un autre décret-loi d'urgence (signé par l'ensemble du gouvernement) , en l'accusant d'insoumission, notamment dans son refus d'accepter la création du Fonds du bicentenaire. Il est remplacé par le vice-président de la BCA, Miguel Ángel Pesce, qui assure de facto l'intérim . Kirchner demande aussi au procureur du Trésor argentin, Osvaldo Guglielmino, d'initier une poursuite au pénal contre Redrado, actuellement examinée par le juge Norberto Oyarbide. Guglielmino est finalement une victime collatérale de la crise, étant forcé à la démission le 27 janvier 2010,.
Redrado soutient que l'exécutif, malgré l'art. 9 de la charte, n'a pas le droit de prendre une telle décision, la Charte précisant également que la destitution par l'exécutif du président de la BCA doit se faire avec le « conseil préalable d'une commission du Congrès ». Selon le chef du cabinet Aníbal Fernández, ce conseil ne serait que consultatif.
Le président destitué dépose un recours d'amparo, et la juge fédérale María José Sarmiento suspend le décret de destitution, lui donnant d'abord raison avant de soumettre l'affaire à l'examen de la Commission du Congrès. Dès le 8 janvier, l'Association des banques argentines (ADEBA) lui demande d'accepter sa mise à l'écart afin de contribuer à la stabilité du pays.
Le 12 janvier, le ministre de l'Économie Amado Boudou annonce qu'un juge américain a saisi aux États-Unis des réserves de la Banque centrale argentine, d'un montant de 1,7 million de dollars (1,17 million d'euros).
La démission de Redrado est demandée tant par le FPV que par l'opposition. Redrado a en effet tenté de refuser de se présenter le 27 janvier 2010, tant que le décret ne serait pas annulé, devant la Commission bicamérale (formée du vice-président Julio Cobos, qui siège dans l'opposition depuis 2008, du député de la majorité Gustavo Marconato et du député de l'opposition Alfonso Prat-Gay, de la Coalition civique, centriste) qui doit analyser son cas. Or, cette requête a suscité une réponse cinglante non seulement d'Aníbal Fernández, mais aussi du président de la Commission des finances de la Chambre des députés, le libéral Alfonso Prat-Gay. Le vice-président Julio Cobos lui a également donné une fin de non-recevoir. L'annulation du décret exigée par Redrado visait non seulement à le rétablir pleinement dans ses fonctions, mais aussi à annuler la poursuite pénale engagée à son encontre. Redrado démissionne finalement le 29 janvier 2010, la Commission devant donner son avis consultatif le 2 février 2010.